# Bocato
Itacyr Bocato Júnior (São Bernardo do Campo, 30 de novembro de 1960) é um trombonista brasileiro, considerado um dos "mais expressivos" músicos do país.
Começou a tocar em bandas escolares e estudou composição e regência na Universidade Estadual de São Paulo.
A sua carreira como instrumentista se intensificou atuando ao lado de Seu Jorge, Rita Lee, Ney Matogrosso, Roberto Carlos, Elis Regina, Carlinhos Brown, Itamar Assumpção e Vange Milliet, entre outros.
Em 99, morando na Europa, participou do Festival de Montreaux tocando as músicas de seu CD “Samba de Zamba”. Em 2000 apresentou seu CD “Acid Samba” na Suíça e em 2003 participou do Festival de Moscou, com sua banda e acompanhando Leny Andrade e João Donato.
Após voltar da Rússia, participou da Banda Domingão do programa do Faustão, na Rede Globo e faz shows pelo Brasil de seu CD “Antologia da Canção Brasileira - vol.1”. e Antologia da Canção Brasileira - vol.2".

## Discografia
- 1985 Lixo atômico - Bocato e Banda Bloco Disco sendo tocado
- 1987 Sonho de um anarquista
- 1988 Concerto para um trombone quebrado  [sic]
- 1989 Abruxa-te
- 1989 Aqui jazz Brazil
- 1990 Ladrão de trombone
- 1996 Bem dito
- 1997 Tributo a Pixinguinha
- 2000 Samba de zamba
- 2001 Acid samba
- 2002 Bocato e os Reis do Samba Jazz
- 2004 Cacique Cantareira - Elo Music/Boitatá
- 2004 Bocato & Léa Freire - Antologia da Canção Brasileira Vol 1
- 2005 Bocato & Léa Freire - Antologia da Canção Brasileira Vol 2
- 2008 Hidrogênio
- 2009 Bocato e Carla Camargo
- 2012 Esculturas de Vento - Selo Sesc
- 2017 Bocato Plays Wayne Shorter
- 2019 Tapes Perdidos 1983-1985
- 2020 Bocato no Mundo Real